# Kettlerowie

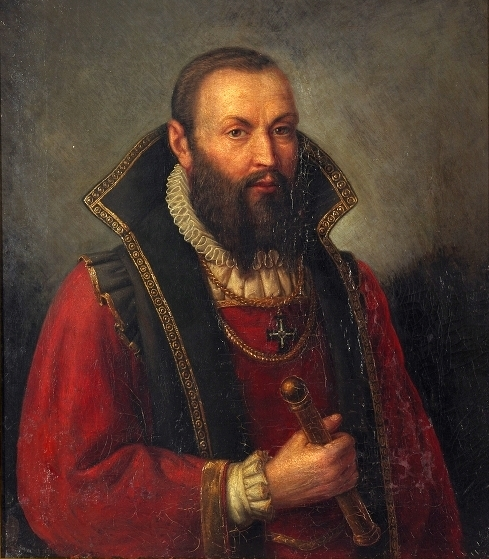
Gotthard Kettler

Kettlerowie – niemiecka dynastia pochodząca z Westfalii. W latach 1561–1737 Kettlerowie panowali w Księstwie Kurlandii i Semigalii.

## Historia dynastii
Założycielem książęcej dynastii Kettlerów był ostatni mistrz krajowy inflanckiej gałęzi zakonu krzyżackiego Gotthard Kettler. Pochodził on z westfalskiej rodziny rycerskiej Kettelerów, której gniazdem rodowym była miejscowość Hüsten pod Arnsbergiem. 28 listopada 1561 w Wilnie zawarł on układ z królem polskim Zygmuntem II Augustem na mocy, którego rezygnował ze stanu duchownego, zgodził się na sekularyzację zakonu i inkorporację Inflant do Korony i Litwy. Jednocześnie gwarantował sobie dziedziczny tytuł książęcy i panowanie w lennym księstwie utworzonym na terenie Kurlandii i Semigalii. Jako świecki książę przyjął luteranizm i ożenił się z Anną Meklemburską, córką księcia Albrechta VI na Güstrow.
Przez całe swoje panowanie Gotthard Kettler sumiennie wywiązywał się ze swoich powinności wasalnych, był także mecenasem rozwoju miast i handlu. Należał jednak do władców o zapędach absolutystycznych co powodowało bunty lokalnego rycerstwa dążącego do przywilejów szlacheckich.
Po śmierci Gottharda Kettlera w 1587 roku tron przypadł jego dwóm synom: Fryderykowi i Wilhelmowi. Pomimo że władali oni państwem wspólnie, podzielili się dzielnicami księstwa. Fryderyk Kettler rządził w Semigalii, a Wilhelm Kettler w Kurlandii. W tym czasie wzrosło znaczenie szlachty inflanckiej, która dążyła do ograniczenia władzy książęcej. Konflikt zakończył się tragicznie, gdy w 1615 roku zginął jeden z przywódców opozycji, a winną obarczono księcia Wilhelma Kettlera. Szlachta podjęła próbę detronizacji dynastii. Ostatecznie zawarto kompromis, ale tylko Fryderykowi Kettlerowi udało się utrzymać na tronie. W 1617 roku książę zmuszony został do zatwierdzenia przywilejów Formulae regiminis. Wilhelm Kettler został wygnany i wraz ze swoim synem pozbawiony wszelkich praw do sukcesji.
Bezdzietność Fryderyka Kettlera i jego małżonki Elżbiety Magdaleny stwarzała zagrożenie dla dalszego istnienia dynastii. Aby zapewnić dziedziczność tronu książę prowadził wieloletnie negocjacje z królem polskim w sprawie uznania praw do tronu Jakuba Kettlera. Zygmunt III Waza był jednak nieugięty. Dopiero w 1642 roku Władysław IV Waza wydał taki przywilej. Na jego mocy syn Wilhelma Kettlera otrzymał tron, który faktycznie jako regent dzierżył z woli stryja od 1638 roku.
Najwybitniejszy przedstawiciel dynastii Kettlerów, Jakub Kettler rozpoczął swoje panowanie od ambitnego planu stworzenia z Księstwa Kurlandii i Semigalii potęgi morskiej i kolonialnej. Udało mu się ten cel szybko zrealizować. Jednak przeszkodą dla dalszej aktywności gospodarczej stał się niespodziewanie potop szwedzki oraz konkurencja ze strony innych państw europejskich (przede wszystkim Anglii i Holandii), które wykorzystały zawieruchę wojenną w Rzeczypospolitej, aby przejąć kurlandzkie faktorie handlowe w Gambii, na Trynidadzie i Tobago.
Załamanie się gospodarki Kurlandii i Semigalii po 1660 roku, odbiło się na pozycji dynastii Kettlerów. Już nigdy nie powróciła ona do znaczenia międzynarodowego jakim cieszyła się w połowie XVII wieku. Kolejni władcy, Fryderyk Kazimierz Kettler (panujący w latach 1681–1698) i jego syn Fryderyk Wilhelm Kettler (panujący w latach 1698–1711) odczuwali coraz bardziej osłabienie Rzeczypospolitej. Nie mogli już korzystać z jej mocarstwowości i opieki. Kryzys w państwie polsko-litewskim nie służył utrzymaniu pokoju i stabilności w regionie. Inflanty stały się ponownie terenem ekspansji ze strony Szwecji i Rosji, które dążyły do opanowania i pełnej kontroli nad portami tej części Morza Bałtyckiego. Odrodziła się opozycja szlachecka, która znów zaczęła żądać dla siebie praw i przywilejów. Próby odbudowy znaczenia księstwa jako centrum gospodarczego i handlowego regionu nie powiodły się.
Lata 1698–1737 stały się okresem targów i walki o tron. Przedwczesna śmierć Fryderyka Kazimierza Kettlera, małoletność i przedwczesna śmierć jego następcy Fryderyka Wilhelma Kettlera, III wojna północna, zabiegi Hohenzollernów i Wettynów o zapewnienie sobie sukcesji w księstwie, a także nieobecność księcia Ferdynanda Kettlera w kraju spowodowały, że od początku XVIII wieku Kurlandia i Semigalia stały się protektoratem Rosji rządzonym najpierw przez przedstawicielkę dynastii Romanowów, Annę Iwanownę, a później przez jej faworyta Ernesta Jana Birona.
Dynastia wygasła w linii męskiej wraz ze śmiercią Ferdynanda Kettlera (zmarł w 1737 roku). Ostatnią jej przedstawicielką była jednak Amalia Ludwika, córka księcia Fryderyka Kazimierza Kettlera i żona księcia Adolfa von Nassau-Siegen. Zmarła ona w 1750 roku

## Literatura
- Słownik dynastii Europy. Poznań 1999. ISBN 83-7177-025-1
- Marek Arpad Kowalski. Kolonie Rzeczypospolitej. Warszawa 2005. ISBN 83-11-10285-6